# Saint-Cirgues-de-Malbert
 Saint-Cirgues-de-Malbert  es una población y comuna francesa, situada en la región de Auvernia, departamento de Cantal, en el distrito de Aurillac y cantón de Saint-Cernin.

## Demografía
| 357 | 335 | 302 | 238 | 232 | 226 |
| Para los censos de 1962 a 1999 la población legal corresponde a la población sin duplicidades (Fuente: INSEE [Consultar]) |     |     |     |     |     |